# Funny People
Funny People és una pel·lícula de comèdia que es va estrenar el 31 de juliol de 2009 als Estats Units, dirigida i escrita per Judd Apatow i protagonitzada per Adam Sandler, Seth Rogen, Leslie Mann, Eric Bana, Jonah Hill i Jason Schwartzman.

## Argument
George Simmons és un gran exitós còmic verbal fins que s'assabenta que té un trastorn de la sang intractable i no li queda més d'un any de vida. Simmons decideix ajudar a Ira, un jove còmic, el qual es converteix en el seu confident i amic. El destí li donarà a George una segona oportunitat i haurà de decidir si segueix com anteriorment o aposta pel que de veritat importa.

## Repartiment
- Adam Sandler com a George Simmons
- Seth Rogen com a Zack Matthews
- Leslie Mann com a Laura Jones
- Eric Bana com a Clarke Allen
- Jonah Hill com a Leo Sangster
- Jason Schwartzman com a Mark Ryce
- Aubrey Plaza com a Daisy Taylor
- Aziz Ansari com a Randy Kale
- Andy Dick com a Ray "the idiot" Bilson